# Vincenita
La vincenita o vicenita es un gas asfixiante compuesto por cianuro de hidrógeno. Se utilizó como arma química en la Primera Guerra Mundial para la carga de obuses tóxicos. Su nombre deriva de la ciudad francesa de Vincennes, en la cual fue preparado por vez primera en 1916.
Se estima que unas 4000 toneladas de vincenita fueron producidas en Francia durante la Primera Guerra Mundial. La composición elegida para el gas fue una mezcla con 50% de cianuro de hidrógeno, 30% de tricloruro de arsénico, 15% de tetracloruro de estaño y 5% de cloroformo. El ejército francés empleó el gas en sus obuses de 75 mm, los cuales hubieron de ser disparados con un mecanismo modificado para evitar la explosión o inflamación prematura de los projectiles. La efectividad de la vincenita fue, no obstante, muy limitada, debido en parte a la baja concentración de cianuro de hidrógeno utilizada y al desgaste por corrosión de los proyectiles. Además, el ejército alemán pronto descubrió un antídoto eficaz, el dimetilaminofenol. Con todo, los soldados del ejército alemán no se molestaban en ponerse sus máscaras antigás al detectar el olor del cianuro de hidrógeno, al apenas afectarles y tras la guerra ningún soldado alemán había fallecido a causa de la vincenita. Más adelante, compuestos como el fosgeno se usarían con una mucho mayor efectividad en el campo de batalla.
Durante la Segunda Guerra Mundial, el SS empleó Zyklon B, un preparado de cianuro de hidrógeno también usado como pesticida, en las cámaras de gas como parte del Holocausto.